# Korýthio
Korýthio (en grec moderne : Κορύθιο) est une ancienne municipalité grecque située en Arcadie, au Péloponnèse. Depuis la réforme territoriale de 2011, elle constitue une unité municipale de Tripoli.
Korýthio compte 2 133 habitants en 2011.
L'unité municipale de Korýthio, qui s'étend sur 115,182 km2, est composée de 5 villages : Agiorgítika, Elaiochori (en), Neochori, Partheni, Steno, Zevgolatió. Auparavant, le siège de la municipalité de Korýthio se trouvait à Steno.